# Józef Dąbrowski (polityk)
Józef Dąbrowski (ur. 9 marca 1949 w Mińsku Mazowieckim) – polski polityk, działacz związkowy i katolicki, kolejarz, poseł na Sejm III kadencji.

## Życiorys
Ukończył studia w Instytucie Transportu Politechniki Warszawskiej. Od 1972 pracuje w kolejnictwie, w tym w pierwszej połowie lat 90. na stanowiskach dyrektorskich. Od 1980 należy do „Solidarności”. W stanie wojennym został internowany na okres od 19 grudnia 1981 do 29 kwietnia 1982.
Pełnił funkcję posła III kadencji wybranego z listy AWS. Przewodniczył Komisji Transportu. W 2000 został wykluczony z klubu parlamentarnego AWS. W 2001 powrócił do pracy w PKP, przez kilka miesięcy zasiadał w zarządzie PKP Intercity, później został rzecznikiem praw klienta.
Członek Stowarzyszenia Rodzin Katolickich, w 1996 został przewodniczącym Katolickiego Stowarzyszenia Kolejarzy Polskich, blisko związanemu m.in. z Radiem Maryja. Jest kawalerem Zakonu Rycerskiego Grobu Bożego w Jerozolimie oraz laureatem Nagrody im. Sługi Bożego Jerzego Ciesielskiego – Ojca Rodziny.